# Tlake, Rogatec
Tlake este o localitate din comuna Rogatec, Slovenia, cu o populație de 301 locuitori.